# رسوایی (فیلم ۱۳۴۹)
رسوایی فیلمی به کارگردانی و نویسندگی اسماعیل پورسعید محصول سال ۱۳۴۹ است.

## بازیگران
- پوری بنایی
- منوچهر وثوق
- اسداله یکتا
- عزیزالله پیشواییان
- میرمحمد تجدد
- علی میری
- مینا کهنمویی
- محمدتقی کهنمویی